# Какастел де Корбјер
Какастел де Корбјер (фр. Cascastel-des-Corbières) насеље је и општина у јужној Француској у региону Лангдок-Русијон, у департману Од која припада префектури Нарбон.
По подацима из 2011. године у општини је живело 217 становника, а густина насељености је износила 14,11 становника/km². Општина се простире на површини од 15,38 km². Налази се на средњој надморској висини од 135 метара (максималној 509 m, а минималној 111 m).

## Демографија
| 1962. | 1968. | 1975. | 1982. | 1990. | 1999. | 2011. |
| ----- | ----- | ----- | ----- | ----- | ----- | ----- |
| 242   | 268   | 234   | 214   | 204   | 196   | 217   |

График промене броја становника у току последњих година